# Baltic Cup 1992
Der Baltic Cup 1992 war die 32. Austragung des Turniers um den Titel des Baltikums. Zugleich war es die zweite nach der Singenden Revolution in der sich die drei Baltischen Staaten die Unabhängigkeit von der Sowjetunion erkämpften. Das Turnier für Fußballnationalmannschaften fand zwischen dem 10. und 12. Juli 1992 in Lettland statt. Die drei Spiele wurden im Daugava-Stadion in Liepāja ausgetragen. Die Litauische Nationalmannschaft gewann ihren 11. Titel und den zweiten in Folge. Mit Virginijus Baltušnikas vom 1. FC Magdeburg der 3 Tore erzielte stellten die Litauer auch den Torschützenkönig des Wettbewerbs.

## Gesamtübersicht
Tabelle nach Zwei-Punkte-Regel.
| Pl. | Verein   | Sp. | S | U | N | Tore    | Diff. | Punkte |
| --- | -------- | --- | - | - | - | ------- | ----- | ------ |
| 1.  | Litauen  | 2   | 1 | 1 | 0 | 004:300 | +1    | 03     |
| 2.  | Lettland | 2   | 1 | 0 | 1 | 004:400 | ±0    | 02     |
| 3.  | Estland  | 2   | 0 | 1 | 1 | 002:300 | −1    | 01     |

|                          |   |         |     |
| 10. Juli 1992 in Liepāja |   |         |     |
| Lettland                 | – | Estland | 2:1 |
| 11. Juli 1992 in Liepāja |   |         |     |
| Estland                  | – | Litauen | 1:1 |
| 12. Juli 1992 in Liepāja |   |         |     |
| Lettland                 | – | Litauen | 2:3 |

### Lettland gegen Estland
| Lettland                                        | Lettland | Estland | Estland |
| ----------------------------------------------- | --- | --- | ------- |
| Lettland                                        | \| 10. Juli 1992 in Liepāja (Daugava-Stadion) \| \| Ergebnis: 2:1 (2:0) \| \| Zuschauer: 1.500 \| \| Schiedsrichter: Anatolijus Rezepovas ( Litauen) \| \| Spielbericht \| | \| 10. Juli 1992 in Liepāja (Daugava-Stadion) \| \| Ergebnis: 2:1 (2:0) \| \| Zuschauer: 1.500 \| \| Schiedsrichter: Anatolijus Rezepovas ( Litauen) \| \| Spielbericht \|                    | Estland |
| Lettland                                        | Ēriks Grigjans, Einārs Gņedojs, Oļegs Aleksejenko (55. Oļegs Blagonadeždins), Valērijs Ivanovs, Aleksandrs Stradiņš, Jurijs Popkovs, Dzintars Sproģis, Sergejs Jemeļjanovs, Genādijs Šitiks, Ainārs Linards, Aleksandrs Jelisejevs (67. Gints Gilis) Cheftrainer: Jānis Gilis | Mart Poom , Sergei Hohlov-Simson, Igor Prins, Toomas Kallaste, Meelis Lindmaa, Viktor Alonen, Indro Olumets, Sergei Ratnikov, Tarmo Linnumäe, Marko Kristal, Urmas Kirs Cheftrainer: Uno Piir | Estland |
| Lettland                                        | 1:0 Ainārs Linards (34.) 2:0 Ainārs Linards (40.) | 2:1 Indro Olumets (78.) | Estland |
| 10. Juli 1992 in Liepāja (Daugava-Stadion)      | | |         |
| Ergebnis: 2:1 (2:0)                             | | |         |
| Zuschauer: 1.500                                | | |         |
| Schiedsrichter: Anatolijus Rezepovas ( Litauen) | | |         |
| Spielbericht                                    | | |         |

### Estland gegen Litauen
| Estland                                    | Estland | Litauen | Litauen |
| ------------------------------------------ | --- | --- | ------- |
| Estland                                    | \| 11. Juli 1992 in Liepāja (Daugava-Stadion) \| \| Ergebnis: 1:1 (0:1) \| \| Zuschauer: 500 \| \| Schiedsrichter: Romāns Lajuks ( Lettland) \| \| Spielbericht \|                                                                      | \| 11. Juli 1992 in Liepāja (Daugava-Stadion) \| \| Ergebnis: 1:1 (0:1) \| \| Zuschauer: 500 \| \| Schiedsrichter: Romāns Lajuks ( Lettland) \| \| Spielbericht \| | Litauen |
| Estland                                    | Mart Poom , Sergei Hohlov-Simson, Toomas Kallaste, Igor Prins, Meelis Lindmaa, Viktor Alonen, Indro Olumets, Sergei Ratnikov (46. Jaanus Veensalu), Tarmo Linnumäe (58. Marek Lemsalu), Marko Kristal, Urmas Kirs Cheftrainer: Uno Piir | Marius Poškus, Edgaras Tumasonis, Arūnas Mika, Raimondas Vainoras , Virginijus Baltušnikas, Eimantas Poderis (46. Kęstutis Ruzgys), Vidmantas Vyšniauskas (80. Ričardas Zdančius), Vytautas Apanavičius, Aidas Preikšaitis, Irmantas Stumbrys, Vaidotas Šlekys Cheftrainer: Šenderis Giršovičius | Litauen |
| Estland                                    | 1:1 Indro Olumets (64.) | 0:1 Vaidotas Šlekys (27.) | Litauen |
| 11. Juli 1992 in Liepāja (Daugava-Stadion) | | |         |
| Ergebnis: 1:1 (0:1)                        | | |         |
| Zuschauer: 500                             | | |         |
| Schiedsrichter: Romāns Lajuks ( Lettland)  | | |         |
| Spielbericht                               | | |         |

### Lettland gegen Litauen
| Lettland                                   | Lettland | Litauen | Litauen |
| ------------------------------------------ | --- | --- | ------- |
| Lettland                                   | \| 12. Juli 1992 in Liepāja (Daugava-Stadion) \| \| Ergebnis: 2:3 (1:2) \| \| Zuschauer: 4.300 \| \| Schiedsrichter: A. Nõmmiste ( Estland) \| \| Spielbericht \| | \| 12. Juli 1992 in Liepāja (Daugava-Stadion) \| \| Ergebnis: 2:3 (1:2) \| \| Zuschauer: 4.300 \| \| Schiedsrichter: A. Nõmmiste ( Estland) \| \| Spielbericht \| | Litauen |
| Lettland                                   | Aleksandrs Kulakovs, Einārs Gņedojs, Oļegs Aleksejenko , Valērijs Ivanovs, Aleksandrs Stradiņš, Jurijs Popkovs, Dzintars Sproģis, Sergejs Jemeļjanovs (40. Genādijs Šitiks), Vitālijs Teplovs, Ainārs Linards, Vjačeslavs Ževņerovičs (46. Aleksejs Semjonovs) Cheftrainer: Jānis Gilis | Marius Poškus, Edgaras Tumasonis, Arūnas Mika (46. Vidmantas Vyšniauskas), Virginijus Baltušnikas, Raimondas Vainoras , Andrius Tereškinas, Ričardas Zdančius, Andrius Upstas, Viktoras Olšanskis, Remigijus Pocius (65. Kęstutis Ruzgys), Vaidotas Šlekys Cheftrainer: Šenderis Giršovičius | Litauen |
| Lettland                                   | 1:0 Vitālijs Teplovs (27.) 2:3 Jurijs Popkovs (88.) | 1:1 Virginijus Baltušnikas (28.) 1:2 Virginijus Baltušnikas (31.) 1:3 Virginijus Baltušnikas (79.) | Litauen |
| Lettland                                   | Einārs Gņedojs | Viktoras Olšanskis | Litauen |
| 12. Juli 1992 in Liepāja (Daugava-Stadion) | | |         |
| Ergebnis: 2:3 (1:2)                        | | |         |
| Zuschauer: 4.300                           | | |         |
| Schiedsrichter: A. Nõmmiste ( Estland)     | | |         |
| Spielbericht                               | | |         |